# Promona
Promona je bila ilirski i antički grad.
Ilirska Promona je bila sustav gradina i najvjerojatnije se nalazila na uzvisinama planine Promine, oko današnjeg sela Tepljuh pokraj Drniša. Prema poznatom hrvatskom arheologu don Frani Buliću, predrimska Promona se nalazila kod željezničke stanice u selu Tepljuh, nedaleko od župne crkve sv. Petra i Pavla. Postoje i druge teorije o položaju ilirske Promone, a prema jednoj Promona je bila smještena na brdu Kalun ili alternativno na Varoškoj glavici također pokraj Drniša. Iako postoje prapovijesne gradine na svim tim lokacijama ova posljednja teorija se čini najmanje vjerojatnom obzirom na udaljenost lokaliteta od rimske Promone te Apijanove opise Promone koji izvrsno pristaju zubatim brežuljcima pokraj Tepljuha.
Prema tvrdnjama rimskog geografa i povjesničara Strabona, Promona je bila delmatski grad. Ovu tvrdnju potkrjepljuje i većina autora koji su proučavali Ilire, a koji navode da je granica između ilirskih plemena Liburna i Delmata bila rijeka Krka. Iz toga također proizlazi da je Promona bila delmatski grad. Promona je u jednom povijesnom razdoblju bila pod vlašću Libruna, no Delmati su je preoteli 51. godine prije Krista. Rimljani su zauzeli Promonu pod vodstvom Kvinta Kornificija 48. godine prije Krista no ona je potom opet vraćena pod vlast Delmata. Konačni pad Promone dogodio se 34. godine prije Krista kad ju je zauzeo Oktavijan, kasniji rimski car August.
Rimska Promona ubicirana je u podnožju ilirske Promone na prostoru između Tepljuha i Biočića.